# Великий Ктай (рудник)
Великий Ктай (рудник) – гірничодобувне підприємство в Улутауській області Казахстану, яке провадило розробку однойменного залізо-марганцевого родовища.
Великий Ктай виявили ще у 1926 році. У 1961-му тут почали кар’єрну розробку залізних руд, балансові запаси яких оцінили в 13,9 млн тон. В 1971-му досягнули максимального рівня видобутку на рівні 1,19 млн тон, а вже станом на 1978-й балансові запаси були відпрацьовані. Втім, діяльність рудника подовжили за рахунок забалансових залізних руд, а також марганцевих руд. Відпрацювання Великого Ктаю тривало до 1988 року, при цьому накопичений видобуток досягнув 16,8 млн тон залізної та 4,1 млн тон марганцевої руди. 
Одночасно з випуском товарної продукції сформувались відвали бідних руд – залізних із вмістом заліза менше 35% (6,6 млн тон) та марганцевих із вмістом марганцю менше 5,6% (7,9 млн тон).
В другій половині 2010-х анонсували плани повторного введення родовища в розробку, за яким первісно розраховували переробляти відвали, а за кілька років після початку діяльності також узятись за видобуток з кар’єру із доведенням його глибини до 185 метрів. При цьому станом на початок 2019-го за родовищем рахувались залишкові запаси у 1,4 млн тон окислених марганцевих руд та 1,5 млн тон залізомарганцевих руд.